# Horse Girl
Horse Girl (conocida en español bajo su título original en España y como La chica que amaba a los caballos en Hispanoamérica) es una película estadounidense de drama psicológico de 2020 dirigida y producida por Jeff Baena, a partir de un guion de Baena y Alison Brie. Es protagonizada por Brie, Debby Ryan, John Reynolds, Molly Shannon, John Ortiz y Paul Reiser. 
La película tuvo su estreno mundial en el Festival de Cine de Sundance el 27 de enero de 2020. Fue estrenada el 7 de febrero de 2020 por Netflix.

## Trama
Sarah es una joven tímida e introvertida que vive una vida tranquila y trabaja en una tienda de artesanías. En su tiempo libre visita la tumba de su madre, que se suicidó el año anterior. También frecuenta el establo de caballos donde se aborda su antiguo caballo, Willow, y donde cabalgaba en su infancia; Las visitas recurrentes de Sarah molestan visiblemente a los propietarios. En su cumpleaños, hace un débil intento de pedirle a su instructor de la clase de Zumba que salga con ella, pero no logra expresar su punto. Cuando su compañera de cuarto, Nikki, encuentra a Sarah sola en casa el día de su cumpleaños, ella invita a Darren, el compañero de cuarto de su novio Brian, a una cita doble. Los cuatro fuman marihuana y toman bebidas, y Sarah escucha con entusiasmo mientras Darren revela detalles sobre él y su relación pasada. Después de que él se va, Sarah tiene un sueño extraño en el que está acostada en una habitación blanca con un hombre y una mujer. 
A la mañana siguiente, Nikki se despierta y encuentra a Sarah durmiendo en el suelo de la sala, y grandes marcas de arañazos en la pared. Darren regresa al apartamento para recuperar su auto y le pide a Sarah una cita. En el trabajo, Sarah sufre una hemorragia nasal y reconoce a un hombre que camina afuera y que se parece al de su sueño. Más tarde, Sarah pasa una tarde con su amiga de la infancia Heather, quien sufrió una lesión cerebral traumática en un accidente de conducción que le provocó convulsiones recurrentes y pérdida de memoria a corto plazo.
Una serie de incidentes extraños pronto le suceden a Sarah: escucha a la gente hablar en su apartamento cuando Nikki no está en casa, y más tarde una mañana descubre que le han robado el coche del garaje de su apartamento. Gary, el adinerado padrastro de Sarah, le notifica que el automóvil ha aparecido en un patio de remolque, ya que el registro todavía está a su nombre. Trae a Sarah para recuperarlo, y el conductor del remolque les informa que el automóvil fue abandonado cerca de una instalación de agua en el medio de la carretera. Más tarde, Sarah aparentemente sale dormida de su apartamento y se despierta parada en una acera, y tiene una pérdida de tiempo inexplicable. Su jefa, Joan, sugiere que Sarah visite a un médico dado el historial familiar de problemas de salud mental de Sarah.
Sarah se convence de que está experimentando abducciones extraterrestres y podría ser un clon, este último desencadenado por una trama secundaria en Purgatory, una serie de televisión de fantasía que Sarah ve con regularidad. Debido a su sorprendente parecido con su abuela fallecida, a Sarah le preocupa ser un clon de ella. Mientras tanto, rastrea al hombre de su sueño, Ron, hasta una tienda de plomería de su propiedad. Mientras está en una cita con Darren, Sarah confía maníacamente su creencia de que ella es un clon y le pide que la lleve a la tumba de su madre para desenterrarla y recuperar su ADN. Cuando Darren se molesta, Sarah lo acusa de conspirar contra ella y lo amenaza con tijeras, lo que lo obliga a dejarla allí.
Después de que Sarah se desnuda en el trabajo sin recordar haberlo hecho, es ingresada en un hospital psiquiátrico. Allí, reconoce a otra paciente como la mujer de su sueño; cuando Sarah lo describe, la mujer revela que ha tenido el mismo sueño. Sarah toma esto como una confirmación de su creencia de que ambos son abducidos por extraterrestres, y pronto le dice con alegría a su asistente social que no se está engañando. A pesar de sus reservas, Sarah es dada de alta después de 72 horas en el hospital y se viste con el vestido de su abuela, robando secretamente a Willow del establo y camina con ella hacia el bosque. Sarah se detiene en un claro y se tumba en el suelo. Momentos después, aparece una nave espacial; ella levita hacia el cielo y desaparece.

## Reparto
- Alison Brie como Sarah.
  - Victoria Claire como Joven Sarah.
- Debby Ryan como Nikki.
- John Reynolds as Darren.
- Molly Shannon como Joan.
- John Ortiz como Ron.
- Jay Duplass como Ethan.
- Robin Tunney como Agatha Kaine.
- Paul Reiser como Gary.
- Matthew Gray Gubler como Darren Colt.
- Meredith Hagner como Heather.
  - Zoe Saltz como Joven Heather.
- Dylan Gelula como Jane Doe.
- Toby Huss como Joe.
- Angela Trimbur como Julie.
- David Paymer como Doctor.
- Aaron Stanford como Hades.
- Dendrie Taylor como Madre de Heather.
- Lauren Weedman como Cheryl.
- Jake Picking como Brian.
- Luis Fernandez-Gil como Tow Worker.
- Sharaé Nikai como Enfermera.

## Producción
En junio de 2019, se anunció que Alison Brie protagonizaría la película, con Jeff Baena dirigiendo desde un guion que escribió con Brie. Jay Duplass y Mark Duplass serían los productores ejecutivos s través de Duplass Brothers Productions, con la distribución de Netflix.

## Estreno
Tuvo su estreno mundial en el Festival de Cine de Sundance el 27 de enero de 2020. Fue estrenada el 7 de febrero de 2020 por Netflix.